# Salmo 27
El salmo 27  es, según la numeración hebrea, el vigesimoséptimo salmo del Libro de los salmos de la Biblia. Corresponde al salmo 26 según la numeración de la Biblia Septuaginta griega, empleada también en la Vulgata latina. Por este motivo, recogiendo la doble numeración, a este salmo también se le refiere como el salmo 27 (26).
Es también conocido por su primer versículo: El Señor es mi luz o, en latín, Dominus illuminatio mea.
El Salmo es un clamor y, en última instancia, una declaración de creencia en la grandeza de Dios y confianza en la protección que él brinda. Puede ser una secuela del salmo anterior .
Durante el mes judío de Elul a través de Shemini Atzeret, muchos judíos tienen la costumbre de recitarlo al final de los servicios matutinos y vespertinos.

## Autoría
El Salmo 27 es una obra compuesta por al menos dos autores reunidos por un editor. La tradición lo atribuye al Rey David. Los cristianos protestantes, tradicionalmente lo han tenido como un escrito temprano en la vida de David, durante su huida del Rey Saúl, con Charles Spurgeon sugiriendo específicamente el incidente con Doeg el Edomita.

## Estructura

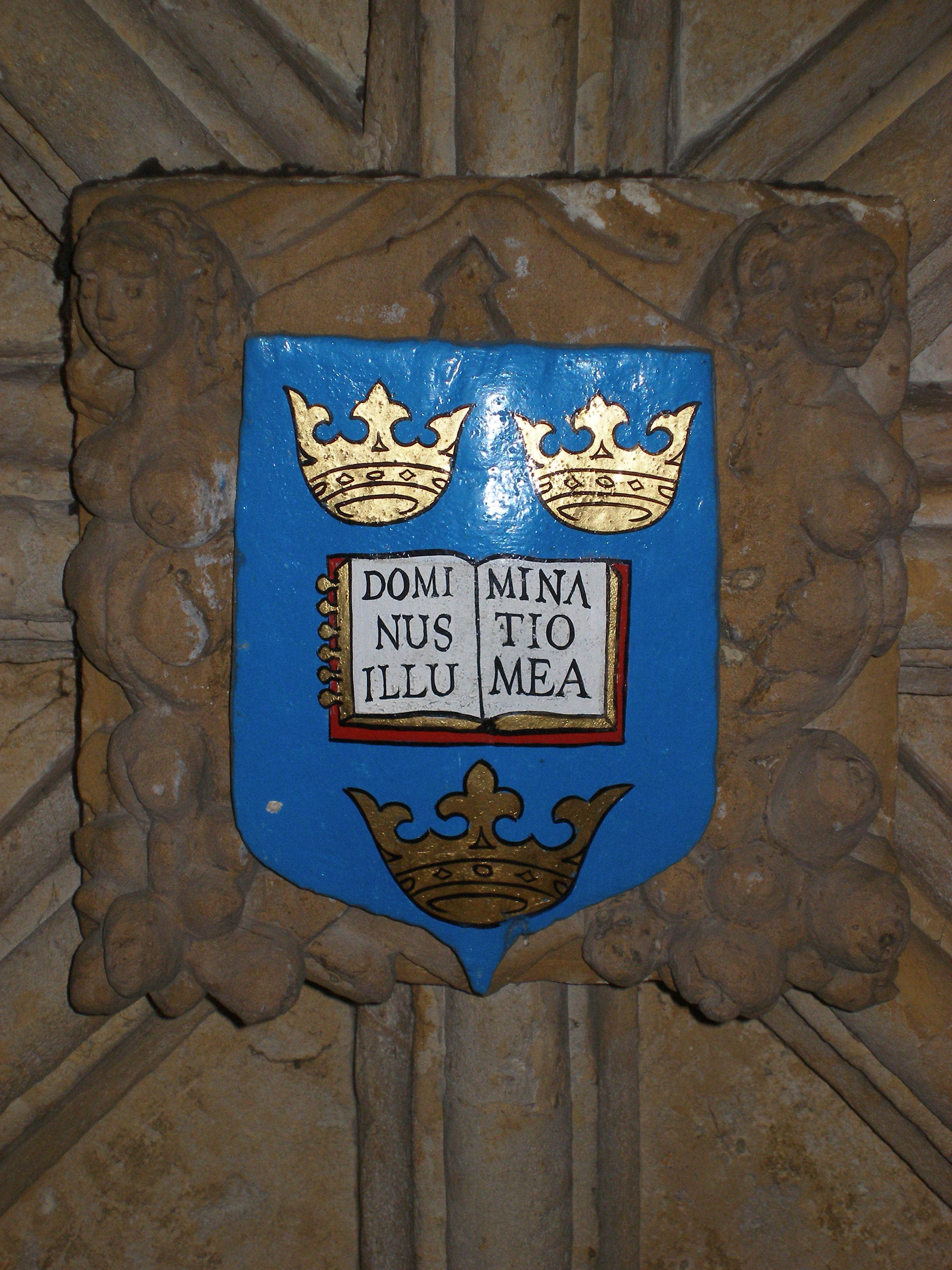
Escudo de armas de la Universidad de Oxford mostrando primer verso de Salmo 27

La Doctrina de la Iglesia católica ha visto tradicionalmente el salmo en dos secciones: La primera sección declara el poder de Dios y una esperanza ilimitada de que Dios traerá rescate y protección contra todos los enemigos. La segunda parte tiene un claro cambio de tono con la declaración "Creo".  Algunas becas sostienen que originalmente pudieron haber sido dos salmos separados
En hebreo, los primeros tres versículos aumentan numéricamente: dos frases paralelas de cinco palabras cada una, luego seis, luego siete, (insinuando su finalización en la numerología judía).

## Esquema
El salmo se puede dividir en dos partes:
- Los versículos 1 al 6 expresan una actitud de confianza frente a las dificultades y la persecución;[6]
- Los versículos 7-14 se vuelven a Dios con peticiones de salvación y salvación.

Algunos investigadores creen que los versículos 1-6 y 7-14 eran originalmente dos salmos separados.

## Citas
El contenido muestra que el autor fue perseguido por enemigos ( Ps 27.2-3  EU ), fue excluido de la casa del Señor ( Ps 27.4  EU ), estuvo a punto de separarse de padre y madre ( Ps 27.10  EU ) y sufrió calumnias ( Ps 27.12  UE ).
Estas referencias son particularmente adecuadas para el período de la vida de David cuando huyó del rey Saúl al bosque de Haret (cf. 1 Sam 21  EU y 1 Sam 22 : 1-5  EU , ver también Doeg).

## Interpretación
Al cantar estos salmos, los cantantes no solo expresan confianza en YHWH, sino que también fortalecen esa confianza en todas las situaciones desafiantes de la vida. La canción tiene oraciones. El salmo tiene varios sinónimos de "enemigo". Por eso el salmo muestra la situación concreta de los cantores creyentes. Quien puede confiar en Dios en tales situaciones (con enemigos) también puede confiar en Dios en otras situaciones. En los versículos 7, 11 y 12 el autor se dirige a YHWH en busca de respuesta, educación y liberación de los enemigos. La oración de los versículos 11 y 12 es la oración central del salmo. Los versículos anteriores son la introducción a la oración.

## Comentarios

### De la iglesia católica

#### A todo el Salmo
El salmo 26 expresa una confesión de inocencia relacionada con la visita al Templo. En el presente salmo, la alegría y salvación derivadas de esa experiencia en el Templo se destacan. Mientras que anteriormente se pedía la protección divina para la vida, ahora se afirma que la vida está segura en Dios (v. 1), en su Templo (v. 4) y en su presencia entre los hombres (vv. 10-12). La estructura del salmo se divide en dos partes. En la primera (vv. 1-6), se proclama la seguridad en el Señor; en la segunda (vv. 7-12), se formula una súplica pidiendo su intervención, seguida de una reafirmación de confianza (vv. 13-14). Aunque estas partes pudieran haber sido oraciones separadas, su integración indica una progresión desde la confianza hacia la súplica.
El poema comienza con una afirmación en forma de soliloquio, subrayada por dos preguntas retóricas, que establece a Dios como luz y refugio (v. 1). Este refugio es invulnerable a los ataques enemigos (vv. 2-3) y está situado en el Templo (vv. 4-6). La súplica, posiblemente realizada en el Templo, pide que Dios escuche al invocante (vv. 7-9). Tras una breve reflexión que fortalece la oración (v. 10), se expresan peticiones específicas (vv. 11-12). El salmo concluye con una reafirmación de esperanza (vv. 13-14). La declaración El Señor es mi luz… (v. 1) tiene una referencia cristiana en las palabras de Jesús: Yo soy la luz del mundo; el que me sigue no andará en tinieblas, sino que tendrá la luz de la vida La expresión “tierra de los vivos” (v. 13) adquiere un sentido pleno en la resurrección de Cristo, quien da significado al concepto de “Santuario de Dios” (vv. 4-5; cf. Ap 7,15-16), donde los fieles contemplarán finalmente su rostro.

#### Al versículo 1
Las tres definiciones de Dios en el salmo —“luz”, “salvación” y “refugio” (v. 1)— recuerdan a las expresiones similares en el Salmo 18,3.29, pero con una mayor énfasis en la experiencia personal de seguridad que experimenta el salmista. La combinación de estos términos subraya no solo la protección divina general, sino también la seguridad íntima y confiada que el creyente siente al estar bajo la acción de Dios. 
La relevancia de las primeras palabras del salmo para el cristiano se puede ilustrar con el sermón de San Juan de Nápoles, quien, reflexionando sobre estas expresiones, resalta que Cristo mismo es la luz que ilumina la vida del creyente, y que la salvación y el refugio definitivos se encuentran en Él, sobre todo a través de su sacrificio y resurrección. Para San Juan de Nápoles, estas afirmaciones no solo representan conceptos abstractos, sino una vivencia concreta de la presencia salvífica de Dios en la vida diaria del cristiano.

«El Señor es nuestra luz, Él es el sol de justicia que irradia sobre su Iglesia católica, extendida por doquier. A Él se refería proféticamente el salmista, cuando decía: El Señor es mi luz y mi salvación, ¿a quién temeré? El hombre interior, así iluminado, no vacila, sigue recto su camino, todo lo soporta. El que contempla de lejos su patria definitiva aguanta en las adversidades, no se entristece por las cosas temporales, sino que halla en Dios su fuerza; humilla su corazón y es constante, y su humildad lo hace paciente. Esta luz verdadera que viniendo a este mundo alumbra a todo hombre, el Hijo, revelándose a sí mismo, la da a los que lo temen, la infunde a quien quiere y cuando quiere».

#### A los versículos 2-3
Los versículos presentan una escena de extrema amenaza, donde el protagonista se enfrenta a enemigos que desean destruirlo, simbolizado en la imagen de “devorar la carne”. Aunque la expresión remite a un contexto bélico o de persecución física, pronto adquiere un valor metafórico: representa cualquier situación límite en la que una persona siente que su vida, integridad o fe están en peligro. En este sentido, el texto describe no solo la lucha externa contra enemigos visibles, sino también el combate interior que enfrenta quien desea permanecer fiel a Dios en medio de pruebas, tentaciones o sufrimientos. La confianza en Dios, que surge en medio de la adversidad, se convierte en el eje del mensaje: aun cuando todo parece derrumbarse, hay una certeza profunda en la protección divina. La metáfora intensifica así la experiencia del creyente asediado, pero sostenido por la esperanza.

Pues nuestra vida en medio de esta peregrinación no puede estar sin tentaciones, ya que nuestro progreso se realiza precisamente a través de la tentación, y nadie se conoce a sí mismo si no es tentado, ni puede ser coronado si no ha vencido, ni vencer si no ha combatido, ni combatir si carece de enemigo y de tentaciones.

#### A los versículos 4-9
La súplica que se eleva con la voz en el versículo 7 nace del fondo del alma, de un deseo ardiente de comunión con Dios. No se trata solo de un pedido de auxilio, sino de una búsqueda profunda de su rostro, es decir, de su presencia, su favor y su cercanía. Este anhelo se encarna en la práctica litúrgica del Templo, lugar donde el creyente espera experimentar la benevolencia divina (v. 8).
San Agustín, al comentar este salmo, subraya que “buscar el rostro de Dios” no es un acto superficial, sino el propósito esencial de la vida del hombre. Para él, este deseo apunta a la contemplación eterna, donde el alma ya no clama desde la angustia, sino que descansa plenamente en la visión de Dios. El rostro divino representa la verdad última y la plenitud de todo bien, y esa búsqueda configura todo el camino espiritual del creyente.

En lo escondido, donde solamente Tú lo oyes, te dijo mi corazón: Buscaré, Señor, tu rostro: perseveraré en esta búsqueda sin cansancio, a fin de amarte gratuitamente, pues nada encuentro más precioso que esto.

Y San Anselmo, exhorta:

Entra en el aposento de tu alma; excluye todo, excepto Dios y lo que pueda ayudarte para buscarle; y así, cerradas todas las puertas, ve en pos de Él. Di, pues, alma mía, di a Dios: Busco tu rostro; Señor, anhelo ver tu rostro. Y ahora, Señor, mi Dios, enseña a mi corazón dónde y cómo buscarte, dónde y cómo encontrarte. (…) Enséñame a buscarte y muéstrate a quien te busca; porque no puedo ir en tu busca a menos que Tú me enseñes, y no puedo encontrarte si Tú no te manifiestas. Deseando te buscaré, buscando te desearé, amando te hallaré y hallándote te amaré.

## Texto

### Texto hebreo
La siguiente tabla muestra el texto hebreo del Salmo con vocales junto con una traducción al inglés basada en la traducción JPS 1917 (ahora en el dominio público).
| Verso | Texto hebreo                                                                         | Español |
| ----- | ------------------------------------------------------------------------------------ | --- |
| 1     | לְדָוִד יְהוָה אוֹרִי וְיִשְׁעִי מִמִּי אִירָא יְהוָה מָעוֹז־חַיַּי מִמִּי אֶפְחָד׃                                | (Un salmo de David.) El Señor es mi luz y mi salvación; ¿a quién temeré; el Señor es la fuerza de mi vida; ¿de quién tendré miedo?                                               |
| 2     | בִּקְרֹב עָלַי מְרֵעִים לֶאֱכֹל אֶת־בְּשָׂרִי צָרַי וְאֹיְבַי לִי הֵמָּה כָשְׁלוּ וְנָפָלוּ׃                             | Cuando los malvados, incluso mis enemigos y mis adversarios, vinieron sobre mí para devorar mi carne, tropezaron y cayeron.                                                      |
| 3     | אִם־תַּחֲנֶה עָלַי מַחֲנֶה לֹא־יִירָא לִבִּי אִם־תָּקוּם עָלַי מִלְחָמָה בְּזֹאת אֲנִי בוֹטֵחַ׃                        | Aunque un ejército acampe contra mí, mi corazón no temerá; aunque la guerra se levante contra mí, en esto estaré confiado.                                                       |
| 4     | אַחַת שָׁאַלְתִּי מֵאֵת־יְהוָה אוֹתָהּ אֲבַקֵּשׁ שִׁבְתִּי בְּבֵית־יְהוָה כָּל־יְמֵי חַיַּי לַחֲזוֹת בְּנֹעַם־יְהוָה וּלְבַקֵּר בְּהֵיכָלוֹ׃ | Una cosa he deseado del Señor, eso buscaré; que yo pueda morar en la casa de Señor todos los días de mi vida, para contemplar la belleza de Señor, y para inquirir en su templo. |
| 5     | כִּי יִצְפְּנֵנִי בְּסֻכֹּה בְּיוֹם רָעָה יַסְתִּרֵנִי בְּסֵתֶר אָהֳלוֹ בְּצוּר יְרוֹמְמֵנִי׃                               | Porque en el tiempo de la angustia me esconderá en su pabellón; en lo secreto de su tabernáculo me ocultará; sobre una roca me asentará.                                         |
| 6     | וְעַתָּה יָרוּם רֹאשִׁי עַל אֹיְבַי סְבִיבוֹתַי וְאֶזְבְּחָה בְאָהֳלוֹ זִבְחֵי תְרוּעָה אָשִׁירָה וַאֲזַמְּרָה לַיהוָה׃           | Y ahora se alzará mi cabeza sobre mis enemigos que me rodean; por tanto, ofreceré en su tabernáculo sacrificios de alegría; cantaré, sí, cantaré alabanzas al Señor.             |
| 7     | שְׁמַע־יְהוָה קוֹלִי אֶקְרָא וְחָנֵּנִי וַעֲנֵנִי׃                                                      | Escucha, oh Señor, cuando clamo con mi voz: ten piedad también de mí, y respóndeme.                                                                                              |
| 8     | לְךָ אָמַר לִבִּי בַּקְּשׁוּ פָנָי אֶת־פָּנֶיךָ יְהוָה אֲבַקֵּשׁ׃                                               | Cuando dijiste: Buscad mi rostro; mi corazón te dijo: Tu rostro, Señor, buscaré.                                                                                                 |
| 9     | אַל־תַּסְתֵּר פָּנֶיךָ מִמֶּנִּי אַל־תַּט־בְּאַף עַבְדֶּךָ עֶזְרָתִי הָיִיתָ אַל־תִּטְּשֵׁנִי וְאַל־תַּעַזְבֵנִי אֱלֹהֵי יִשְׁעִי׃           | No escondas tu rostro lejos de mí; no apartes a tu siervo con ira: tú has sido mi ayuda; no me dejes, ni me desampares, oh Dios de mi salvación.                                 |
| 10    | כִּי־אָבִי וְאִמִּי עֲזָבוּנִי וַיהוָה יַאַסְפֵנִי׃                                                     | Cuando mi padre y mi madre me abandonen, entonces el Señor me recogerá. |
| 11    | הוֹרֵנִי יְהוָה דַּרְכֶּךָ וּנְחֵנִי בְּאֹרַח מִישׁוֹר לְמַעַן שׁוֹרְרָי׃                                         | Enséñame tu camino, oh Señor, y guíame por una senda llana, a causa de mis enemigos.                                                                                             |
| 12    | אַל־תִּתְּנֵנִי בְּנֶפֶשׁ צָרָי כִּי קָמוּ־בִי עֵדֵי־שֶׁקֶר וִיפֵחַ חָמָס׃                                        | No me entregues a la voluntad de mis enemigos; porque se han levantado contra mí testigos falsos, y tales que exhalan crueldad.                                                  |
| 13    | לוּלֵא הֶאֱמַנְתִּי לִרְאוֹת בְּטוּב־יְהוָה בְּאֶרֶץ חַיִּים׃                                               | Me hubiera desmayado, si no hubiera creído ver la bondad de Señor en la tierra de los vivos.                                                                                     |
| 14    | קַוֵּה אֶל־יְהוָה חֲזַק וְיַאֲמֵץ לִבֶּךָ וְקַוֵּה אֶל־יְהוָה׃                                              | Espera en Señor: ten ánimo, y él fortalecerá tu corazón: espera, digo, en Señor.                                                                                                 |

### Versión de la Biblia Reina-Valera 1960
1 Jehová es mi luz y mi salvación; ¿de quién temeré? Jehová es la fortaleza de mi vida; ¿de quién he de atemorizarme?
2 Cuando se juntaron contra mí los malignos, mis angustiadores y mis enemigos, Para comer mis carnes, ellos tropezaron y cayeron.
3 Aunque un ejército acampe contra mí, No temerá mi corazón; Aunque contra mí se levante guerra, Yo estaré confiado.
4 Una cosa he demandado a Jehová, ésta buscaré; Que esté yo en la casa de Jehová todos los días de mi vida, Para contemplar la hermosura de Jehová, y para inquirir en su templo.
5 Porque él me esconderá en su tabernáculo en el día del mal; Me ocultará en lo reservado de su morada; Sobre una roca me pondrá en alto.
6 Luego levantará mi cabeza sobre mis enemigos que me rodean, Y yo sacrificaré en su tabernáculo sacrificios de júbilo; Cantaré y entonaré alabanzas a Jehová.
7 Oye, oh Jehová, mi voz con que a ti clamo; Ten misericordia de mí, y respóndeme.
8 Mi corazón ha dicho de ti: Buscad mi rostro. Tu rostro buscaré, oh Jehová;
9 No escondas tu rostro de mí. No apartes con ira a tu siervo; Mi ayuda has sido. No me dejes ni me desampares, Dios de mi salvación.
10 Aunque mi padre y mi madre me dejaran, Con todo, Jehová me recogerá.
11 Enséñame, oh Jehová, tu camino, Y guíame por senda de rectitud A causa de mis enemigos.
12 No me entregues a la voluntad de mis enemigos; Porque se han levantado contra mí testigos falsos, y los que respiran crueldad.
13 Hubiera yo desmayado, si no creyese que veré la bondad de Jehová En la tierra de los vivientes.

14 Aguarda a Jehová; Esfuérzate, y aliéntese tu corazón; Sí, espera a Jehová.

### Versión de la Biblia Reina-Valera 1995
1 Jehová es mi luz y mi salvación, ¿de quién temeré? Jehová es la fortaleza de mi vida, ¿de quién he de atemorizarme?
2 Cuando se juntaron contra mí los malignos, mis angustiadores y mis enemigos, para comer mis carnes, ellos tropezaron y cayeron.
3 Aunque un ejército acampe contra mí, no temerá mi corazón; aunque contra mí se levante guerra, yo estaré confiado.
4 Una cosa he demandado a Jehová, ésta buscaré: que esté yo en la casa de Jehová todos los días de mi vida, para contemplar la hermosura de Jehová y para buscarlo en su Templo.
5 Él me esconderá en su Tabernáculo en el día del mal; me ocultará en lo reservado de su morada; sobre una roca me pondrá en alto.
6 Luego levantará mi cabeza sobre mis enemigos que me rodean, y yo sacrificaré en su Tabernáculo sacrificios de júbilo; cantaré y entonaré alabanzas a Jehová.
7 ¡Oye, Jehová, mi voz con que a ti clamo! ¡Ten misericordia de mí y respóndeme!
8 Mi corazón ha dicho de ti: «Buscad mi rostro.» Tu rostro buscaré, Jehová;
9 ¡no escondas tu rostro de mí! ¡No apartes con ira a tu siervo! ¡Mi ayuda has sido! No me dejes ni me desampares, Dios de mi salvación.
10 Aunque mi padre y mi madre me dejen, con todo, Jehová me recogerá.
11 Enséñame, Jehová, tu camino y guíame por senda de rectitud a causa de mis enemigos.
12 No me entregues a la voluntad de mis enemigos, porque se han levantado contra mí testigos falsos y los que respiran crueldad.
13 Hubiera yo desmayado, si no creyera que he de ver la bondad de Jehová en la tierra de los vivientes.

14 ¡Espera en Jehová! ¡Esfuérzate y aliéntese tu corazón! ¡Sí, espera en Jehová!

## Usos

### Judaísmo
- Se recita dos veces al día desde Rosh Jodesh Elul a Shemini Atzeret , un período de arrepentimiento basado en el Midrash.[20]
- El versículo 7 se encuentra en la repetición de Shajarit Amidá durante Rosh Hashaná.[21]
- El versículo 13 se encuentra en Musaf Amidá en Rosh Hashaná.[22]
- El versículo 14 es la apertura de los versículos recitados antes de Ein Keloheinu.[23]

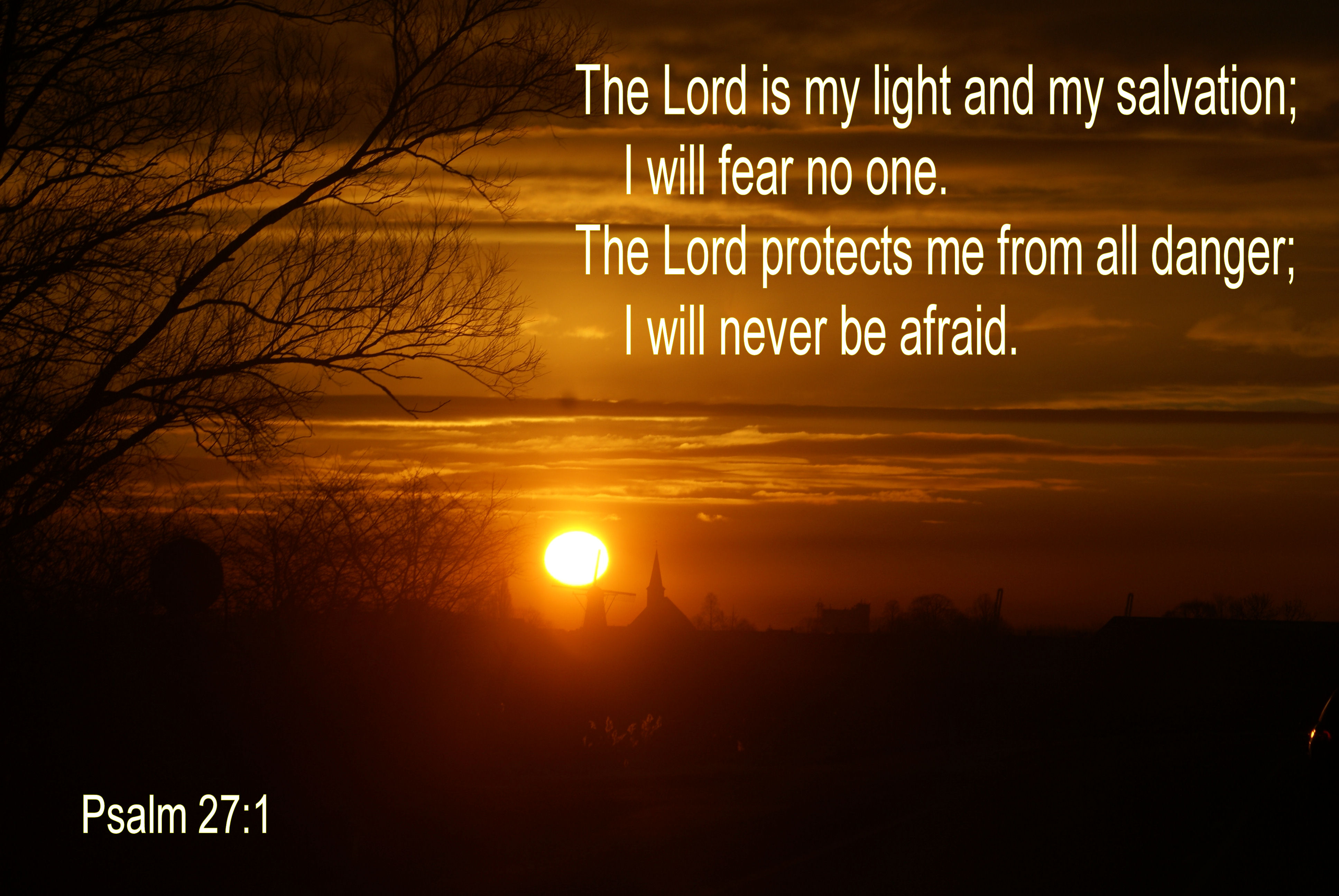
Salmo 27 versículo 1 en un cartel en inglés

### Iglesia Católica
En la liturgia del rito romano, este salmo se recita dividido en dos partes, en las vísperas el miércoles de la primera semana, además de ser utilizado a menudo como un salmo responsorial en la misa. Para facilitar la comprensión se le asigna a cada salmo un título en rojo (rúbrica) que no forma parte del salmo. El título del Salmo 27 es Confianza en el peligro.
Un nuevo comentario católico sobre la Sagrada Escritura  dice que el primer poema del cual está compuesto el Salmo 27 es una expresión de confianza de que Dios traerá ayuda y de devoción al Templo, y el segundo es un grito de ayuda. El Compañero Católico de los Salmos, de Mary Kathleen Glavich, relata cómo una mujer escribió los primeros versos del Salmo 27 (esperanza ilimitada de que Dios traerá rescate) en la pared de la habitación del burdel donde estaba confinada contra su voluntad. El Papa Juan Pablo IITambién habló de la primera parte del salmo como:"marcada por una profunda tranquilidad, basada en la confianza en Dios en el día oscuro del asalto de los malhechores". 
También en la segunda parte, dijo:
"el elemento decisivo es la confianza de la persona de oración en el Señor", cuyo rostro busca la persona, una expresión de "la necesidad mística de la intimidad divina a través de la oración", una intimidad hecha posible incluso en esta vida a través de Cristo.

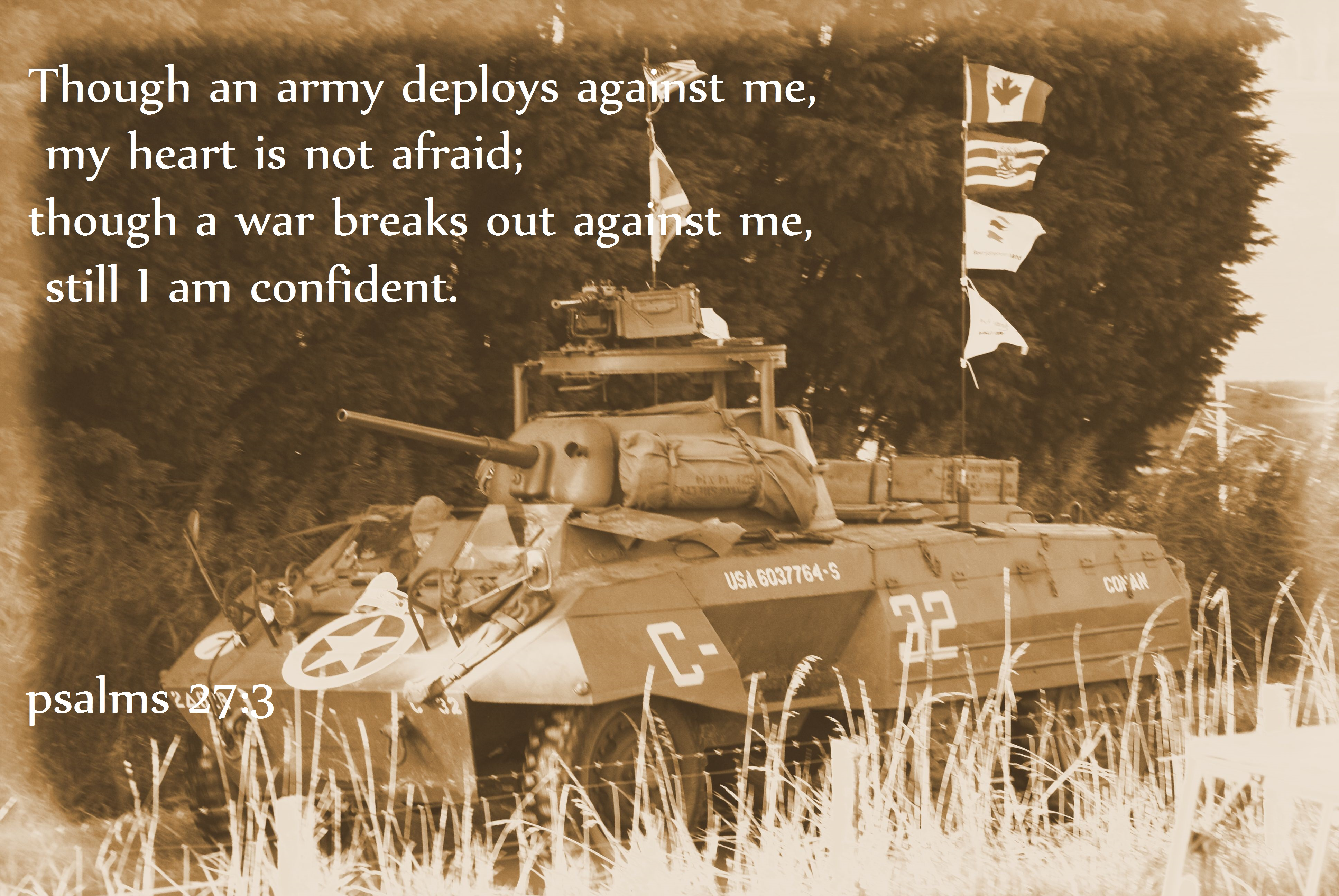
Salmo 27 versículo 3 en un cartel en inglés

### Protestantismo
De manera similar, Matthew Henry vio el Salmo como una metáfora de la vida cristiana , que "sea lo que sea el cristiano en cuanto a esta vida, considera que el favor y el servicio de Dios son lo único necesario ..."  mientras Charles Spurgeon ve el Salmo como a la vez el lenguaje de David, pero también descriptivo de la Iglesia y de Jesús, Juan Calvino lo vio más como una oración de agradecimiento y compostura.  La fallecida Dra. Helen Roseveare, médica misionera en el Congo, doctora y autora, usó el Salmo 27: 3 y buscó la belleza de Dios entre sus exhortaciones para perseverar como parte de su consejo: "Aquí hay una cosa que debes saber, una cosa que debes hacer y una cosa que debemos pedir para seguir " y lo consideramos similar a Mateo 6:33" Busca primero el reino de los cielos y su justicia ".

### En la cultura popular
El salmo aparece en la película de 2017 Hostiles

## Música
- Marc-Antoine Charpentier compuso en 1699 Dominus illuminatio mea H.229 para solistas, coro, cuerdas y continuo.